# Antonio de Lorena

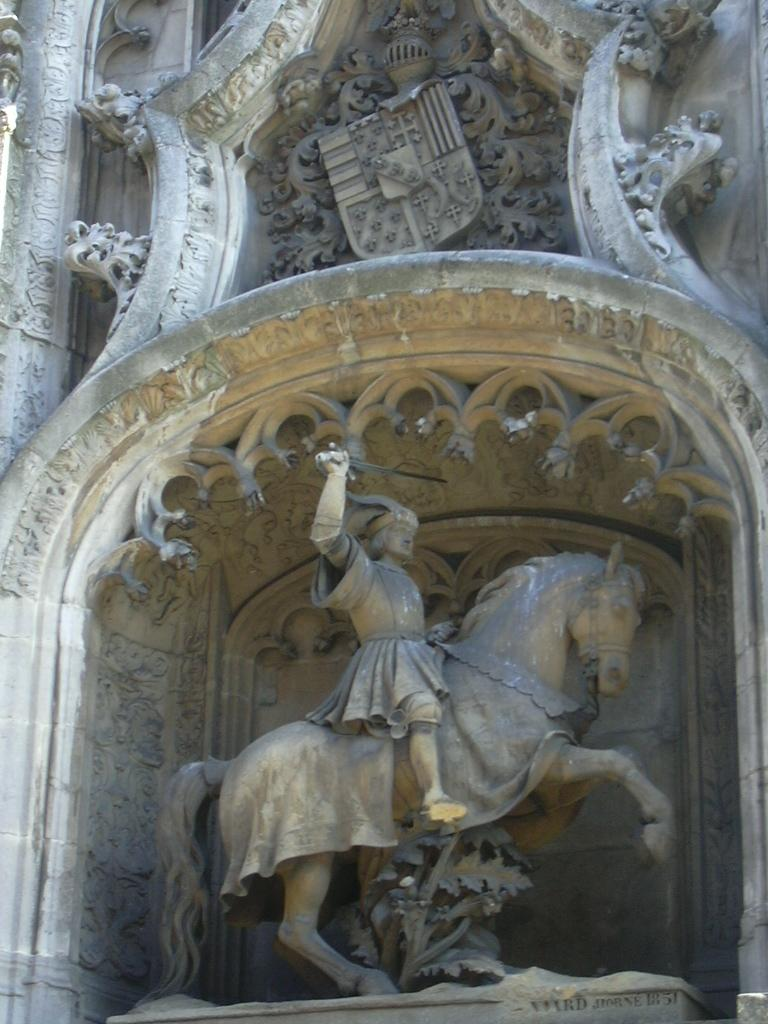
Estatua ecuestre del duque Antonio de Lorena, palacio ducal de Nancy.

Antonio de Vaudémont (Bar-le-Duc, 4 de junio de 1489 - 14 de junio de 1544), duque de Lorena y de Bar, desde 1508 hasta su muerte, y titular del ducado de Güeldres de 1538 a 1541. Tercer hijo del duque René II de Lorena y de Felipa de Güeldres.
Acompañó a los reyes Luis XII y Francisco I en las Guerras de Italia, participando en las batallas de Agnadello y de Marignano.
A partir de 1523 se opuso por decreto a la introducción de la Reforma protestante en el territorio de la Lorena pero no pudo evitar la insurrección de una parte del campesinado germánico en Alsacia y la consiguiente guerra (Deutscher Bauernkrieg). En 1525 fue tomada la ciudad de Saverne, el país de Bitche y se asedió Saint-Dié. Antonio de Lorena reunió un ejército que retomó Saverne (17 de mayo) y finalmente derrotó a los sublevados en las cercanías de Sélestat, en la comuna de Scherwiller (20 de mayo).
A partir de 1525, decidió permanecer neutral frente a las disputas entre Francisco I y el emperador Carlos V de quien obtuvo no obstante, el compromiso de respetar la independencia del ducado de Lorena (tratado de Núremberg de 1542).

## Matrimonio y descendencia
Se casó en 1515 con Renata de Borbón-Montpensier (1494-1539), hija de Gilberto de Borbón, conde de Montpensier, y Clara Gonzaga, y hermana del duque Carlos III de Borbón.
Este matrimonio le trajo como dote el condado de Mercoeur. Sus hijos fueron: 
- Francisco I (1517 - 1545), duque de Lorena y Bar, se casó en 1541 con Cristina de Dinamarca (1521-1590);[2]
- Ana (1522-1568), casada en 1540 con René de Châlon príncipe de Orange (1519-1544),[7] y luego, en 1548, con el duque Felipe II de Croy-Aerschot (1496-1549);[8]

- Nicolás (1524-1577), obispo de Metz y conde de Vaudémont y duque de Mercoeur. Corregente (1545/1552) y regente (1552/1559) de los ducados;
- Juan (1526-1532);
- Antonio (1528);
- Isabel (1530).